# Saladas (departement)
Saladas is een departement in de Argentijnse provincie Corrientes. Het departement (Spaans:  departamento) heeft een oppervlakte van 1.981 km² en telt 21.470 inwoners.

## Plaatsen in departement Saladas
- Saladas
- San Lorenzo